# Нагужанкі
Нагужанкі (пол. Nagórzanki) — село в Польщі, у гміні Казімежа-Велька Казімерського повіту Свентокшиського воєводства.
Населення — 91 особа (2011).
У 1975-1998 роках село належало до Келецького воєводства.

## Демографія
Демографічна структура на день 31 березня 2011 року:
|          | Загалом | Допрацездатний вік | Працездатний вік | Постпрацездатний вік |
| -------- | ------- | ------------------ | ---------------- | -------------------- |
| Чоловіки | 49      | 5                  | 36               | 8                    |
| Жінки    | 42      | 7                  | 24               | 11                   |
| Разом    | 91      | 12                 | 60               | 19                   |